# Kerry, Wales
Kerry är en community i Storbritannien.   Den ligger i kommunen Powys och riksdelen Wales, i den södra delen av landet, 240 km nordväst om huvudstaden London.